# Uładzimir Skawarodka
Uładzimir Jurjewicz Skawarodka (biał. Уладзімір Юр’евіч Скавародка, ros. Владимир Юрьевич Сковородко, Władimir Jurjewicz Skoworodko; ur. 1 października 1954 w Konachach w rejonie miorskim) – białoruski agronom, kołchoźnik, komunistyczny działacz partyjny i polityk, w latach 2004–2012 deputowany do Izby Reprezentantów Zgromadzenia Narodowego Republiki Białorusi III i IV kadencji.

## Życiorys
Urodził się 1 października 1954 roku we wsi Konachy, w rejonie miorskim obwodu mołodeczańskiego Białoruskiej SRR, ZSRR. Ukończył Wielkołucki Instytut Gospodarstwa Wiejskiego, uzyskując wykształcenie agronoma, a także Mińską Wyższą Szkołę Partyjną, uzyskując wykształcenie politologa. Pracę rozpoczął jako pomocnik kombajnisty w kołchozie „Droga do Komunizmu” w rejonie miorskim. Następnie pracował jako brygadzista, agronom siewca, główny agronom w tym kołchozie, sekretarz organizacji partyjnej i zastępca przewodniczącego kołchozu „Bojowy Partyzant” w rejonie miorskim, przewodniczący kołchozu „1 Maja”, kierownik Wydziały Gospodarstwa Wiejskiego Komitetu Rejonowego Komunistycznej Partii Białorusi (KPB), pierwszy sekretarz Miorskiego Komitetu Rejonowego KPB, pierwszy zastępca przewodniczącego, przewodniczący Miorskiego Rejonowego Komitetu Wykonawczego.
W 2004 roku został deputowanym do Izby Reprezentantów Zgromadzenia Narodowego Republiki Białorusi III kadencji z Miorskiego Okręgu Wyborczego Nr 24. Pełnił w niej funkcję członka Stałej Komisji ds. Polityki Pieniężno-Kredytowej i Działalności Bankowej. 27 października 2008 roku został deputowanym do Izby Reprezentantów IV kadencji z tego samego okręgu. Pełnił w niej funkcję zastępcy przewodniczącego tej samej komisji. Od 13 listopada 2008 roku był członkiem Narodowej Grupy Republiki Białorusi w Unii Międzyparlamentarnej.

## Życie prywatne
Uładzimir Skawarodka jest żonaty, ma córkę i dwóch synów.

## Odznaczenia
- Medal „Za Pracowniczą Wybitność”;
- Gramota Pochwalna Rady Ministrów Republiki Białorusi;
- Gramota Pochwalna Zgromadzenia Narodowego Republiki Białorusi[1].